# Carlos Marcello
Carlos Marcello, né sous le nom de Calogero Minacori à Tunis le 6 février 1910 et mort à Metairie (Louisiane) le 3 mars 1993, est un mafieux italo-américain. 
Il est spécialement connu pour avoir été pendant plusieurs décennies le parrain de la famille de la Nouvelle-Orléans, considérée comme étant la plus vieille famille mafieuse des États-Unis avec des racines remontant jusque dans les années 1860. D'après les enregistrements effectués dans le cadre de plusieurs enquêtes d'infiltration menées par le FBI, il avoua avoir ordonné l'assassinat du président américain John Fitzgerald Kennedy, le 22 novembre 1963 à Dallas.

## Jeunesse
Ses parents étaient siciliens, originaires d'un petit village de Sicile, Ravanusa. Ils émigrent aux États-Unis peu après la naissance de leur fils en Tunisie.
Ce départ aux États-Unis, moins d'un an après leur installation à Tunis, est très mystérieux. Surtout, par le fait, que le père de Calogero, Giuseppe, est parti seul en Amérique, envoyant son fils et sa femme à Ravanusa en Sicile; Il les fit venir aux États-Unis un an après.
Autre mystère, son changement de nom à cette date : de Giuseppe Minacori, il devient Jo Marcello. Ils s'installent à La Nouvelle-Orléans.

## Carrière délinquante
En 1929, Marcello est arrêté pour le braquage d'une banque. Il ne fut pas condamné dans cette affaire, mais la même année, il est condamné à une peine de neuf ans pour vol à main armée. Il purge cinq années dans un pénitencier fédéral. En 1938, il est arrêté et accusé d'avoir vendu des stupéfiants. Initialement condamné à une lourde peine et une lourde amende, il s'en sort avec moins de dix mois d'emprisonnement. Lorsqu'il sort de prison, Marcello devient un associé de Frank Costello, héritier de la famille de Lucky Luciano à New York.
Avant la fin de l'année 1947, Marcello prend le contrôle de la mafia en Louisiane. Il s'était associé à Meyer Lansky pour acheter certains des plus importants casinos de la région. Marcello était alors le chef incontestable de la mafia à La Nouvelle-Orléans, position qu'il conserva durant les trente années qui suivirent. Il est considéré, dans les années 1970, comme le gangster le plus puissant du pays, générant par son organisation un chiffre d'affaires d'un milliard de dollars. La légende veut que de nombreux cadavres de ses ennemis se soient décomposés ou aient été dévorés par les alligators des bayous.
Le 24 mars 1959, Marcello est convoqué par la Commission d'enquête du Sénat sur le crime organisé (Commission McClellan), à laquelle siégeaient John et Robert Kennedy. Marcello invoque le cinquième amendement de la Constitution des États-Unis (autorisant à ne pas témoigner contre soi-même), pour ne pas répondre aux questions du comité sur son passé, ses activités et ses associés.
Robert Kennedy, ministre de la Justice nommé en 1961 par son frère, s'emploie à lutter contre le crime organisé. En mars 1961, il ordonne l'expulsion de Marcello vers le Guatemala. Ce dernier avait en effet indiqué ce pays comme son lieu de naissance sur des documents falsifiés. Le 4 avril, Marcello est envoyé de force et par surprise au Guatemala. Il lui faut peu de temps pour rentrer aux États-Unis de façon illégale après un voyage éprouvant. En 1963, à la suite de plusieurs procès en appel, la perspective d'une nouvelle expulsion se renforçait en Novembre 1963.

## Implication dans la lutte anti-castriste
Carlos Marcello finançait en parallèle de ses activités criminelles, la lutte contre le régime de Fidel Castro installé à Cuba en soutenant activement le Cuban Revolutionnary Council (CRC) dirigé par Sergio Arracha Smith dont la structure était hébergée au sein de l'agence de détectives privés de Guy Banister. 
Ce dernier, ancien chef de la police de Dallas, ancien agent du FBI et ancien agent de l'Office of Naval Intelligence (ONI) dont faisait partie Lee Harvey Oswald, lié à la John Birch Society, société prônant la suprématie blanche, était chargé des opérations anti-castristes appointées par la CIA et le FBI. Il avait participé à la logistique de l'opération montée par la CIA du débarquement de la Baie des cochons en avril 1961. 
Son bureau de détective privé, en réalité une couverture, servait de lieu de rassemblement aux cubains anti-castristes entrainés militairement et soutenus dans les environs par la CIA et d'entrepôt d'armes. Fondée en 1947, la CIA avait l'interdiction formelle d'intervenir dans les frontières des Etats-Unis rôle exclusivement dévolu au FBI de J. Edgar Hoover. 

## Possible implication dans l'assassinat de John Kennedy
Des témoins ont rapporté que Marcello proférait de nombreuses menaces à l'adresse de John Kennedy. Durant l'été 1962, Marcello déclara lors d'une rencontre entre mafieux que le président Kennedy allait se faire descendre et qu'il n'aurait eu que ce qu'il mérite. En septembre 1962, il déclara au promoteur immobilier Edward Becker au cours d'une réunion qu'un chien continue à mordre si l'on coupe sa queue, tandis que si l'on coupe sa tête, il cesse d'être dangereux. Il aurait signifié ainsi que l'homme à abattre était moins l'attorney général Robert Kennedy, initiateur des poursuites à son encontre et de la pègre en général, que le président John F. Kennedy. En effet, Robert Kennedy deviendrait inoffensif si c'est le président qui se faisait tuer.   
Après l'assassinat de Kennedy, le FBI enquêta sur Marcello et également sur plusieurs de ses associés mais ne transmit aucune information ni procès-verbal à la commission Warren et cette dernière conclut à l'absence de lien entre Marcello et Jack Ruby, bien que celui-ci l'aurait rencontré la veille de l'assassinat. Toutefois, en 1967, le FBI rédigea un mémorandum  au sujet de cette réunion de 1962 où Carlos Marcello était montré clairement comme l’instigateur d'une action contre John Fitzerald Kennedy au lieu de Robert Kennedy. De même, lors de l'enquête menée par le procureur Jim Garrison sur l'assassinat, le FBI fit un rapport où il était indiqué que le district attorney de la Nouvelle Orléans soupçonnait le parrain de cette dernière d'être impliqué dans l'affaire.  
Il est en effet reconnu que Joseph Kennedy, le père de John Fitzgerald Kennedy, a sollicité en mai 1956, puis les années suivantes, et obtenu l'aide de Sam Giancana et de ses associés, notamment Carlos Marcello, afin de faciliter l'investiture de son fils John Fitzgerald Kennedy comme candidat pour le parti démocrate et de contribuer financièrement à lui faire remporter les élections présidentielles de 1960. Joseph Kennedy, lui-même, au cours de la prohibition des années 1930, avait été en liaison avec Meyer Lanski et Franck Costello, parrains de la pègre. D'ailleurs, Franck Costello avait l'habitude de déclarer : « J'ai aidé Joe Kennedy à devenir riche ».  
L'intérêt de l'opération pour l'organisation criminelle était de disposer d'un homme à la Maison Blanche et d'avoir la perspective très lucrative d'obtenir des contrats gouvernementaux et ce, associé à une relative clémence de la justice américaine à leur égard à la suite de leur contribution pour l'élection. La campagne de John Fitzgerald Kennedy fut financée comme celle de Richard Nixon (à hauteur d'un million de dollars pour ce dernier). Ce fut, d'après Samuel et Chuck Giancana, sur instance de Carlos Marcello et en liaison avec Joe Kennedy que fut choisi le vice-président démocrate, Lyndon B. Johnson dont l'influence politique sur les États du sud était importante.
Or, à partir de 1961, les relations avec Sam Giancana et les autres grands mafieux américains se dégradèrent très sensiblement. Les frères Kennedy, oubliant le soutien apporté par la mafia et tablant sur le bénéfice politique de la lutte contre le crime organisé, se lancèrent dans une opération à l'échelon national contre la Mafia par l'intermédiaire de Robert Kennedy, le frère du Président nommé au poste de procureur général des États-Unis en décembre 1960. La surveillance du FBI. fut renforcée notamment par le biais d'écoutes. Le nombre d'accusations fédérales contre le crime organisé passa de 19 actes en 1960, à 96 en 1961, à 101 en 1962 et plus de 2 000 poursuites, principalement sous forme de procédures fiscales, furent menées par l'IRS. De plus, le 4 mars 1961, Carlos Marcello, parrain de la Nouvelle Orléans, qui travaillait en parallèle avec la CIA pour éliminer Fidel Castro, était expulsé des États-Unis vers le Guatemala, signe pour la pègre que John Fitzgerald Kennedy et Robert Kennedy jouaient un « double jeu ». Cette décision avait d'ailleurs ulcéré les agents opérationnels de la CIA qui avaient pour objectif d'éliminer le leader cubain et la chute de son régime. 
En effet, parallèlement, Sam Giancana avait déployé ses réseaux et sollicité Santo Trafficante (parrain de Cuba, libéré entre-temps des geôles cubaines grâce à l'intervention de Jack Ruby) et Carlos Marcello, déjà très impliqué dans le soutien aux anti-castristes, afin qu'ils apportent leur soutien à la réalisation du projet d'assassinat de Fidel Castro, projet décidé par la présidence sous Eisenhower et planifié par la CIA. L'avènement de Fidel Castro en juin 1959, avait été pour le crime organisé la déroute financière la plus importante de son histoire se chiffrant en une perte de plusieurs dizaines de millions de dollars avec la nationalisation du jeu et la lutte contre toutes les formes de trafics clandestins, drogue et prostitution notamment : les bénéfices de l'organisation criminelle étaient évalués à 100 millions de dollars en 1959 soit 900 millions de dollars en 2013. Elle représentait également une perte pour la CIA, qui percevait un pourcentage des revenus issus de la pègre pour financer ses opérations illégales pour lesquelles les fonds fédéraux ne pouvaient être employés. Parallèlement, en pleine guerre froide, les États-Unis ne pouvaient pas tolérer, en vertu de la doctrine Monroe de 1823, et de leur lutte contre le communisme, la présence d'une révolution communiste à leurs portes. La collaboration active avec la CIA, sous la forme d'un bras armé, offrait en cas de chute du régime castriste, la possibilité de reprendre le pied sur l'île. Outre la désastreuse tentative d'invasion de la baie des Cochons, le 17 avril 1961, 8 tentatives d'assassinat seront effectuées contre Fidel Castro soit par corruption d'un membre du régime cubain ou par empoisonnement.
Ce fut à la suite de l'échec de l'invasion de la baie des Cochons qui mettait en péril pour beaucoup d'agents de la CIA, l'autonomie même de l'agence dont le directeur historique Allen Dulles et ses plus proches conseillers avaient été congédiés par la présidence à la suite du fiasco rencontré, et qui, en plus se promettait de limiter sérieusement les pouvoirs de l'agence dans le futur, qu'un profond ressentiment se forma au sein de la centrale de renseignements se retrouvant conjointement lié à celui de l'organisation criminelle vis-à-vis de la politique menée par John Fitzgerald Kennedy et Robert F. Kennedy vis-à-vis de Cuba,,.

## Comparution devant le HSCA et révélations ultérieures
Carlos Marcello fut convoqué par le comité d'enquêtes sénatoriales sur les assassinats de Martin Luther King et John F. Kennedy, le HSCA en 1978, étonné de la non transmission des informations par le FBI des enquêtes précédentes à la commission Warren. Carlos Marcello déclara alors que la croisade contre le crime organisé mené par Robert Kennedy ne l'avait pas concerné. Il démentit toutes les accusations portées à son encontre.
Enfin en 1980, la police fédérale lança une gigantesque opération contre l'ancien parrain pour mettre fin à ses activités. Plusieurs complices de ce dernier soulignèrent l'implication de ce dernier dans l'assassinat de John F. Kennedy. De même, il fut révélé que l'ancien pilote David Ferrie et le détective privé Guy Banister, le chef de l'antenne anti-castriste à la Nouvelle Orléans couvrant les activités illégales de la CIA sur le sol des Etats-Unis pour laquelle Lee Harvey Oswald travaillait à la Nouvelle Orléans durant l'été 1963 avaient également travaillé pour lui. Enfin, le FBI surprit plusieurs conversations téléphoniques ou le parrain traitait de l'assassinat. 

Par la suite, plusieurs auteurs, dont Robert Blakey (en), directeur du House Select Committee on Assassinations, ont affirmé que Carlos Marcello a participé à un complot pour assassiner Kennedy, avec notamment d'autres chefs mafieux, tels que Sam Giancana, Santo Trafficante Junior et le syndicaliste Jimmy Hoffa. À la suite de l'assassinat de Sam Giancana, le 19 juin 1975, assassiné par balles à son domicile pourtant placé sous étroite surveillance par le FBI, à quelques jours de son témoignage devant la commission d'enquête sénatoriale Church (active de 1975 à 1976 sur les activités illégales des agences fédérales de renseignement à la suite du scandale du Watergate), le FBI surprit également cette communication de Santo Trafficante : 
« À présent, seules deux personnes savent qui a tué Kennedy et elles ne parleront pas ». 
Enfin en 1992, l'ancien avocat de plusieurs parrains mafieux, dont Carlos Marcello, Frank Ragano révéla plusieurs éléments notamment la haine de Marcello pour les Kennedy et son désir d'en finir avec ces derniers. Dans son autobiographie publiée en 1994 et intitulée Mob Lawyer, il révéla que le « boss » de Floride, Santo Trafficante Junior, lui avait confessé, avant sa mort survenue en 1987, que Carlos Marcello était impliqué dans l'attentat contre le président Kennedy du 22 novembre 1963. 
Par ailleurs la thèse de cette implication est défendue par l'historien américain Lamar Waldron dans son ouvrage L'assassinat de JFK, affaire classée.
Dans un autre ouvrage, Carlos Marcello, The Man Behind the JFK Assassination, Stefano Vaccara, un historien d'origine Sicilienne qui a créé un journal indépendant à New York « La Voce » développe la thèse de l'implication de Carlos Marcello dans l'assassinat du président américain John Fitzgerald Kennedy. 

## Suite et fin de vie
En 1966, Marcello fut arrêté à New York après une réunion entre gangsters. Il fut accusé d'association de malfaiteurs. À la suite d'une longue bataille juridique, il fut finalement condamné à une peine de deux ans de prison dont il ne purgea que six mois, et sortit en mars 1971. 
En 1980, son empire criminel fut définitivement démantelé à la suite d'une opération des autorités fédérales. Il fut incarcéré .  
Par la suite, remis en liberté, son état se dégrada et il lui fut diagnostiqué la maladie d'Alzheimer. Il décède le 2 mars 1993, dans une de ses propriétés en Louisiane.